# The Space Pirates
The Space Pirates (Les pirates de l'espace) est le quarante-neuvième épisode de la première série de la série télévisée britannique de science-fiction Doctor Who, diffusé pour la première fois en six parties hebdomadaires du 8 mars au 12 avril 1969. Considéré comme perdu, seule la seconde partie de cet épisode a été conservée.

## Accroche
La balise spatiale sur laquelle la TARDIS s'est matérialisée a été prise par le cruel pirate Caven. Le Docteur, Jamie et Zoe s'associent avec un vieil armateur du nom de Milo Clancy afin de retrouver leur vaisseau.

## Casting
- Patrick Troughton — Le Docteur
- Frazer Hines — Jamie McCrimmon
- Wendy Padbury — Zoe Heriot
- Gordon Gostelow — Milo Clancey
- Lisa Daniely — Madeleine Issigri
- Esmond Knight — Dom Issigri
- Jack May — General Hermack
- Donald Gee — Major Ian Warne
- George Layton — Technicien Penn
- Nick Zaran — Lt Sorba
- Anthony Donovan — Le garde spatial
- Dudley Foster — Caven
- Brian Peck — Dervish
- Steve Peters — Le garde des pirates

## Résumé
Un groupe de pirates de l'espace dirigés par Caven et son associé Dervish ont pour occupation de faire exploser des balises spatiales afin de les piller. Leurs activités sont découvertes par le croiseur spatial terrien V-41, dirigé par le Général Hermack et le Major Warne, qui se mettent en tête de tenter de les appréhender. Malgré leurs tentatives, les balises continuent d'être détruites et les fragments sont volés par des fusées à propulsion. Hermack décide de déployer des hommes dans les balises les plus proches afin de prévenir de tout nouveau vol. 
C'est à ce moment que le TARDIS et son équipage arrivent sur la balise Alpha 4, peu de temps avant l'arrivée des pirates. Caven et ses hommes tentent de prendre de force la balise et les pirates isolent les voyageurs dans le temps dans un coin de la balise avant de la faire exploser. Le Docteur, Jamie et Zoe se retrouvent alors sur un des morceaux de la balise dérivant dans l'espace et commencent à manquer d'oxygène. Ils sont secourus par Milo Clancey, l'excentrique capitaine du vieux vaisseau le LIZ-79, mais ne parviennent pas à retrouver le TARDIS qui se trouve sur un autre morceau que les pirates ont volé. Son vaisseau est suivi par Hermack et Warne qui pensent que Clancey est en lien avec les pirates.
Le monde habité le plus proche est l'univers minier de Ta, dominé par la Issigri Mining Corporation, dirigée par Madeleine Issigri. Cette corporation fut créée par son défunt père, Dom Issigri et par Clancey, qui est suspecté de meurtre d'Issigri. En visite sur Ta, Hermack explique à Madeleine Issigri ses soupçons au sujet de Clancey, qu'il pense être le mystérieux leader des pirates. Peu de temps après le départ d'Hermack, Clancey et l'équipage du TARDIS se dirigent vers Ta après que Zoe eut estimé que le morceau de balise sur lequel se trouve le TARDIS est proche de la planète minière. 
Partant à sa recherche, le Docteur, Zoe et Jamie se retrouvent à l'intérieur du QG des pirates où ils retrouvent Sorba, l'un des hommes d'Hermack, et l'aident. Ils arrivent à s'en échapper avant de recroiser une nouvelle fois la route de Clancey. Clancey décide alors de prévenir Madeleine Issigri que le quartier général des pirates se trouve au sein de sa propre planète. C'est alors que Caven entre dans le bureau de celle-ci et tue Sorba sous ses yeux. Cavent et Madeleine Issigri travaillent ensemble.
Le Docteur, ses compagnons et Clancey sont faits prisonniers par Caven. À l'intérieur, ils retrouvent Dom Issigri, qui a été emprisonné par Caven il y a longtemps et semble avoir perdu une partie de sa raison. Pendant ce temps Caven sabote le vaisseau de Clancey de sorte à pouvoir le contrôler à distance. Madeleine Issigri découvre que Caven à l'intention de tuer les prisonniers ce qui l'indigne. Elle fait appel à Hermack pour qu'il débarque sur Ta, puis, ayant appris que Caven tiens aussi son père en otage, rappelle Hermack pour qu'il fasse demi-tour. Le Docteur, ses compagnons s'échappent, ainsi que Clancey et Dom Issigri qui repartent dans le vaisseaux de Clancey. Le Docteur est pris dans le feu du vaisseau et il est secouru par Jamie et Zoe.
Milo Clancey et Dom Issigri sont prisonniers du vaisseau de Clancey sur lequel Caven a le contrôle et dont l'oxygène se diminue. De plus, Caven a piégé le QG de Madeleine Issigri de l'intérieur en installant des charges explosives sur les cuves de fioul atomique. Le Docteur, avec l'aide de Madeleine Issigri, réussit à réactiver les cuves d'oxygène sur le vaisseau de Clancey et parvient à lui donner les instructions permettant de reprendre le contrôle de son vaisseau. Alors qu'ils tentent de faire exploser les charges explosives, les pirates s'aperçoivent que le Docteur a détruit le détonateur et que le QG des Issigri n'explosera pas. Le Major Warne réussit à trouver le vaisseau pirate dans lequel se trouvent Caven et Dervish et le fait exploser. De retour à la normale, Madeleine Issigri est amenée sur Terre afin d'être jugé, tandis que Milo Clancey offre au Docteur et à ses compagnons la possibilité de retrouver le TARDIS.

## Production

### Scénarisation
L'épisode fut écrit dans l'urgence à la suite de nombreux désistements des scénaristes ; en effet, les scénarios de "The Dreamspinner". et celui de "The Prison in Space" prévus dans le planning de la saison, ayant successivement été abandonnés. Ayant rendu le scénario de The Krotons, Robert Holmes fut donc engagé pour écrire le scénario de The Space Pirates le 9 novembre 1968, avec en tête l'idée d'écrire un scénario de western se déroulant dans l'espace avec des planètes minières. Prévu à l'origine pour quatre parties, le script-éditor (responsable des scénarios) Terrance Dicks demandera à Holmes d'en faire six, l'obligeant à délayer son scénario. 
À cette époque, de nombreux changements eurent lieu dans la production, le producteur Peter Bryant s'apprêtant à quitter la série et à passer la main à Derrick Sherwin. Terrance Dicks étant trop occupé à réécrire une partie de The Seeds of Death et coécrire The War Games, ce fut son assistant, l'ancien acteur Trevor Ray, qui s'occupa de superviser le scénario et malgré les réticences générales qui estimaient que le Docteur, Jamie et Zoe jouaient un rôle limite secondaire, l'épisode fut officiellement mis en chantier le 3 décembre 1968.

### Tournage
Le réalisateur engagé pour cet épisode fut Michael Hart, qui avait précédemment travaillé sur des séries comme Z-Cars, Softly Softly ou Crossroads. 
Le tournage des plans complémentaires commença le 7 février 1969 dans les Studios Télévisuel d'Ealing, par les scènes se déroulant à l'intérieur de la balise et dans les tunnels de Ta. De plus, du 10 février au 14 février, les scènes demandant que le casting régulier soit présent furent filmées d'un seul tenant (la longueur du tournage de « The War Games » demandait que Patrick Troughton, Frazer Hines et Wendy Padbury soient présents une semaine supplémentaire pour filmer l'épisode). Hélas, une partie du film fut endommagée et Troughton fut rappelé pour tourner une scène près des stocks de fioul. 
La coutume voulait que chacun des épisodes soit répété toute la semaine avant d'être tourné le samedi en studio au studio BBC D de Lime Grove. Seule la première partie fut enregistrée de cette façon le 21 février 1969, selon ce mode de production qui datait du tournage de An Unearthly Child. Le reste de l'épisode fut tourné au Studio 4 du nouveau Centre Televisuel de la BBC, la seconde partie fut enregistrée sur bande 35 mm pour faciliter la transition. Le tournage s'arrêta après l'enregistrement de la 4e partie. Les acteurs étant occupés sur le tournage de The War Games, la cinquième partie ne fut tournée que le 21 mars 1968.

## Diffusion et Réception
| Épisode | Date de diffusion | Durée | Téléspectateurs en millions | Archives                                |
| --- | ----------------- | ----- | --------------------------- | --------------------------------------- |
| Épisode 1 | 8 mars 1969       | 24:11 | 5,8                         | Bande audio et quelques extraits vidéos |
| Épisode 2 | 15 mars 1969      | 25:02 | 6,8                         | Film 35 mm                              |
| Épisode 3 | 22 mars 1969      | 23:50 | 6,4                         | Bande audio et quelques extraits vidéos |
| Épisode 4 | 29 mars 1969      | 22:25 | 5,8                         | Bande audio et quelques extraits vidéos |
| Épisode 5 | 5 avril 1969      | 24:44 | 5,5                         | Bande audio et quelques extraits vidéos |
| Épisode 6 | 12 avril 1969     | 24:26 | 5,3                         | Bande audio et quelques extraits vidéos |
| L'épisode atteint un pic de 6.8 millions de téléspectateurs dans la seconde semaine avant de tomber dans le score de 5.5 millions de téléspectateurs, un score assez bas pour la série |                   |       |                             |                                         |

Malgré la représentation de nombreux vaisseaux spatiaux et des batailles spatiales, qui s'apparentaient à ceux des séries de Gerry Anderson (Les Sentinelles de l'air) diffusés alors à la télévision, cet épisode n'a pas laissé un grand souvenir. 
En cause, l'humour un peu désolant, selon les auteurs du livre "Doctor Who, the Discontinuity Guide" ou bien selon "Doctor Who, the Television Companion" : le manque de scènes marquantes impliquant le Docteur et ses compagnons (ils n'apparaissent qu'à la moitié de la première partie et sont la plupart du temps absents). Ceux-ci se font voler la vedette par le personnage de Milo Clancey, que Chris Dunk dans le numéro 7 de "0racle Volume 3" considère comme le personnage le plus engageant de l'histoire. Les auteurs  "the Television Companion" soupçonnent que l'intention originelle de Robert Holmes aurait pu être de concurrencer la série Star Trek, diffusée aux États-Unis depuis un an. Néanmoins ils sont unanimes pour critiquer le scénario, qui s'étire en longueur inutilement. 
Jamie devant disparaître de la série quelques mois plus tôt (avant que Frazer Hines ne décide de rester jusqu'à la fin de la saison), au moment de la diffusion de cet épisode, le Docteur se met soudainement à voyager seul dans les bandes dessinées diffusées hebdomadairement dans le magazine TV Comic.

### Épisodes manquants
Dans les années 1970 à des fins d’économie, la BBC détruisit de nombreux épisodes de Doctor Who et seule la seconde partie, alors tournée en 35 mm, était restée dans les archives de la BBC. La bande audio enregistrée par des fans, des captures d'écrans et des inserts de l'épisode 1 sont les seules traces qui en sont restées. 
Néanmoins, un enregistrement amateur de la seconde partie fut retrouvé en 1998 dans un vide-grenier. Il s’agit chronologiquement du dernier épisode de Doctor Who dont des parties sont manquantes.

## Novélisation
L'épisode fut novélisé sous le titre de The Space Pirates par Terrance Dicks et sortit en mars 1990 sous le numéro 147 de la collection Doctor Who des éditions Target Book. Aucune traduction n'en a été faite à ce jour.

## Édition VHS, CD et DVD
L'épisode n'a jamais été édité en français, mais a connu plusieurs éditions au Royaume-Uni, États-Unis et au Canada.
- La seconde partie est sortie en 1991 VHS dans le coffret Doctor Who, The Troughton Years.
- Cette seconde partie ainsi que les extraits d'insert de la première partie sont aussi disponibles dans le coffret DVD "Doctor Who, Lost in Time" sorti en novembre 2004 et réunissant tous les passages d'épisodes perdus.
- La bande son ressortit en version remasterisée en CD en 2003 avec la voix off de Frazer Hines servant d'introduction et de lien entre les différents passages.
- Une reconstruction de l'épisode a été effectuée par l'équipe de "Loose Cannon Productions" en décembre 2007 [7].L'épisode, diffusé gratuitement par VHS est constitué d'un diaporama à partir des bandes son, des images de l'époque et des éléments retrouvé. Elle y inclut également une introduction et une conclusion par Donald Gee (Major Ian Warne), un mini-documentaire sur les coulisses de l'épisode, une interview de Donald Gee et de l'acteur George Layton.